# جورج شابمان (لاعب كريكت)
جورج شابمان (21 أبريل 1904 بسيدني في أستراليا - 22 مايو 1986) (بالإنجليزية: George Chapman)‏ هو لاعب كريكت أسترالي.

## وصلات خارجية
- جورج شابمان (لاعب كريكت) على موقع إي آس بي آن كريك إنفو (الإنجليزية)